# Griekenland op het Eurovisiesongfestival 2015

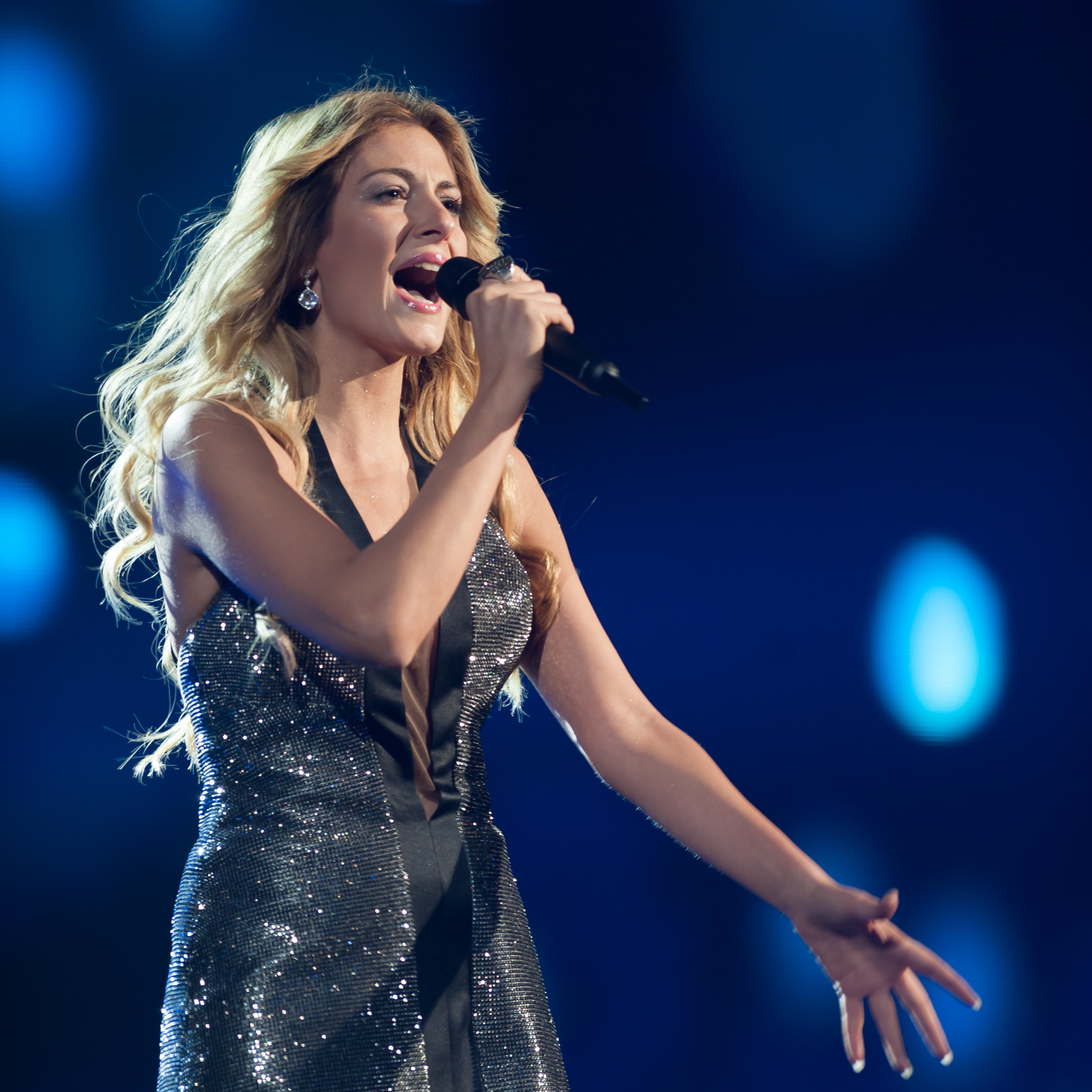
Maria Elena Kirakou in Wenen

Griekenland nam deel aan het Eurovisiesongfestival 2015 in Wenen, Oostenrijk. Het was de 36ste deelname van het land op het Eurovisiesongfestival. NERIT was verantwoordelijk voor de Griekse bijdrage voor de editie van 2015.

## Selectieprocedure
Griekse deelname aan het Eurovisiesongfestival 2015 leek lange tijd onzeker. Op 24 juli 2014 gaf NERIT aan te zullen deelnemen aan de komende editie van het liedjesfestijn. Echter, in september maakte de EBU bekend dat Griekenland enkel kon deelnemen indien NERIT volwaardig lid zou worden van de organisatie, hetgeen tot dan toe nog niet gebeurd was. Als overgangmaatregel mocht NERIT in 2014 wel deelnemen als observerend lid, maar in 2015 zou geen nieuwe uitzondering gemaakt worden. Op 5 december 2014 werd NERIT uiteindelijk toegelaten als nieuwste lid van de EBU en was deelname verzekerd.
Net als in de voorbije drie jaren werd ervoor gekozen samen te werken met enkele privésponsors om deelname mogelijk te maken. Bovendien werd de nationale preselectie net als in 2013 en in 2014 niet op de openbare omroep uitgezonden, maar op de commerciële zender Mad TV.

## Eurosong 2015
Op 4 maart 2015 werd de Griekse voorronde, Eurosong 2015, gehouden. In de puntentelling hadden een professionele jury en de televoters allebei 50% van de uitslag in handen. In totaal waren er 33.672 stemmen.
| Plaats | Artiest              | Lied            | Jury  | Publiek | Totaal |
| ------ | -------------------- | --------------- | ----- | ------- | ------ |
| 1      | Maria Elena Kiriakou | One last breath | 11,54 | 12,38   | 23,92  |
| 2      | Thomai Apergi        | Jazz & Syrtaki  | 10,78 | 10,92   | 21,70  |
| 3      | Shaya                | Sunshine        | 10,16 | 11,21   | 21,37  |
| 4      | Barrice              | Ela             | 9,29  | 8,47    | 17,76  |
| 5      | C:Real               | Crash and burn  | 8,23  | 7,02    | 15,25  |

## In Wenen
Griekenland trad in Wenen in de eerste halve finale op dinsdag 19 mei aan. Maria Elena Kiriakou trad als zesde van de zestien landen aan, na Pertti Kurikan Nimipäivät uit Finland en voor Elina Born & Stig Rästa uit Estland. Griekenland werd zesde met 81 punten waarmee het doorging naar de finale op 23 mei.
In de finale trad Griekenland als vijftiende van de 27 acts aan, na The Makemakes uit Oostenrijk en voor Knez uit Montenegro. Griekenland eindigde als negentiende met 23 punten.
1974 · 1975 · 1976 · 1977 · 1978 · 1979 · 1980 · 1981 · 1982 · 1983 · 1984 · 1985 · 1986 · 1987 · 1988 · 1989 · 1990 · 1991 · 1992 · 1993 · 1994 · 1995 · 1996 · 1997 · 1998 · 1999-2000 · 2001 · 2002 · 2003 · 2004 · 2005 · 2006 · 2007 · 2008 · 2009 · 2010 · 2011 · 2012 · 2013 · 2014 · 2015 · 2016 · 2017 · 2018 · 2019 · 2020 · 2021 · 2022 · 2023 · 2024 · 2025
Albanië · Armenië · Australië · Azerbeidzjan · België · Cyprus · Denemarken · Duitsland · Estland · Finland · Frankrijk · Georgië · Griekenland · Hongarije · Ierland · IJsland · Israël · Italië · Letland · Litouwen · Macedonië · Malta · Moldavië · Montenegro · Nederland · Noorwegen · Oostenrijk · Polen · Portugal · Roemenië · Rusland · San Marino · Servië · Slovenië · Spanje · Tsjechië · Verenigd Koninkrijk · Wit-Rusland · Zweden · Zwitserland